# Pure side love
pure side love（ピュアサイドラブ）は、シンガーソングライターのShiro Nozoe（野添志朗）
によるソロユニットである。

## ディスコグラフィ
- 2013年
  - 11月22日 - 1stシングル「冬のストーリー」音楽配信・ダウンロード・ストリーミングリリース。
  - 12月24日 - 1stアルバム「KIND OF THE LOVE」CD及び音楽配信・ダウンロード・ストリーミングリリース。
- 2016年
  - 3月6日 - 2ndアルバム「White Music」CD及び音楽配信・ダウンロード・ストリーミングリリース。
  - 11月6日 - 6thシングル「アイタイキモチ」音楽配信・ダウンロード・ストリーミングリリース。

- 2019年pure side loveからsimpleplayへユニット名を改名。

## simpleplay / Discography
Album(2019.6.6音楽配信開始) PLAY / simpleplay リリース
- 1.アイタイキモチ

- 2 .春風に吹かれて
- 3 .Melody
- 4 .タペストリー

- 5 .with you
- 6 .奇跡 -KISEKI-
- 7 .会いたい
- 8 .君と僕とめぐる季節と

- 9 .Drive!!
- 10 .冬のストーリー
- 11 .空～未来の子供たちへ～
- 12 .星空の下で

- 13 .birth of love
- 14 .good speed～光射す明日へ～
- 15 .pulse of two people
- 16 .First Town

- 17 .二人の楽園
- 18 .Birthday Card
- 19 .冬のストーリー (2013)

野添志朗(Shiro Nozoe)はシンガーソングライター、作詞作曲家、アレンジャー、音楽家プロデューサー、ドラマー。
ソロユニットsimpleplay(シンプルプレイ)のVo,Dr,Word & Music,arrangement,Produce. 
アーティスト・ミュージシャン・パフォーマー・芸人・マジシャン・DJ・モデルなど約100名が参加登録している音楽家・芸術家プロ集団、MUSIC FRONT(ミュージックフロント)を2017年に立ち上げ、代表としてイベント・ライブ・企業パーティーなどの生バンド演奏や音楽制作、映像制作、ASMR録音・バイノーラル録音など多岐に渡り活躍中。バイノーラル録音では2020年12月7日から全国民放ラジオ合同企画radiko10周年キャンペーン、青春ラジオドラマ「オートリバース」バイノーラル録音を担当する。その他、web制作、ポータルサイト企画制作、webデザイナーとしてNEXT VISION を立ち上げ代表としてMUSIC FRONT  & NEXT VISION を経営している。